# Journal of Biomolecular NMR
O Journal of Biomolecular NMR é um periódico de pesquisas sobre desenvolvimentos técnicos e aplicações inovadoras da espectroscopia de ressonância magnética nuclear para o estudo da estrutura e propriedades dinâmicas de biopolímeros em solução, cristais líquidos, sólidos e ambientes mistos. Alguns dos principais tópicos incluem abordagens experimentais e computacionais para a determinação de estruturas tridimensionais de proteínas e ácidos nucleicos, avanços na análise automatizada de espectros de RMN e novos métodos para sondar e interpretar movimentos moleculares.
A revista foi fundada em 1991 por Kurt Wüthrich, que mais tarde recebeu um Nobel de Química em 2002 por suas contribuições seminais ao campo da RMN. Agora, o atual editor-chefe é Gerhard Wagner (Harvard Medical School).
De acordo com o Journal Citation Reports, o periódico possui um fator de impacto de 2.534 em 2017, ocupando o 174º lugar entre 292 periódicos na categoria "Bioquímica e Biologia Molecular" e 15º entre 42 periódicos na categoria "Espectroscopia".

## Editores Associados
Acompanhando Gerhard Wagner (editor-chefe), os Editores Associados do Journal of Biomolecular NMR são: Ad Bax (NIH, EUA), Martin Billeter (Universidade de Gotemburgo, Suécia), Lewis E. Kay (Universidade de Toronto, Canadá) Rob Kaptein (Universidade de Utrecht, Holanda), Gottfried Otting (Universidade Nacional da Austrália, Austrália), Arthur G. Palmer (Universidade de Columbia, EUA), Tatyana Polenova (Universidade de Delaware, EUA) e Bernd Reif (TU Munique, Alemanha)

## Artigos mais citados
De acordo com a Web of Science, em agosto de 2018, existem sete artigos do Journal of Biomolecular NMR com mais de 1.500 citações:
1. «NMRPipe: A multidimensional spectral processing system based on UNIX pipes». Journal of Biomolecular NMR. 6: 277-293. doi:10.1007/BF00197809
2. «AQUA and PROCHECK-NMR: Programs for checking the quality of protein structures solved by NMR». Journal of Biomolecular NMR. 8: 477-486. doi:10.1007/BF00228148 – citado 3.527 vezes.
3. «Gradient-tailored excitation for single-quantum NMR spectroscopy of aqueous solutions». Journal of Biomolecular NMR. 2: 661-665. doi:10.1007/BF02192855 – citado 3.199 vezes.
4. «Protein backbone angle restraints from searching a database for chemical shift and sequence homology». Journal of Biomolecular NMR. 13: 289-302. doi:10.1023/A:1008392405740 – citado 2.540 vezes.
5. «NMR View: A computer program for the visualization and analysis of NMR data». Journal of Biomolecular NMR. 4: 603-614. doi:10.1007/BF00404272 – citado 2.288 vezes .
6. «1H, 13C and 15N chemical shift referencing in biomolecular NMR». Journal of Biomolecular NMR. 6: 135-140. doi:10.1007/BF00211777 – citado 1.781 vezes.
7. «The 13C Chemical-Shift Index: A simple method for the identification of protein secondary structure using 13C chemical-shift data». Journal of Biomolecular NMR. 4: 171-180. doi:10.1007/BF00175245 – citado 1.723 vezes.